# کشکک (رامیان)
کشکک، روستایی است از توابع بخش مرکزی شهرستان رامیان در استان گلستان ایران.

## جمعیت
این روستا در دهستان قلعه‌میران قرار دارد و براساس سرشماری مرکز آمار ایران در سال ۱۳۸۵، جمعیت آن ۷۴۰ نفر (۱۶۰خانوار) بوده‌است.مردم این روستا اصالتا کُرد زبان بوده و به استان گلستان تبعید شدن. 